# Cheracebus lugens
Cheracebus lugens is een zoogdier uit de familie van de sakiachtigen (Pitheciidae). De wetenschappelijke naam van de soort werd voor het eerst geldig gepubliceerd door Alexander von Humboldt in 1811.

## Voorkomen
De soort komt voor in Brazilië, Colombia en Venezuela, ten westen van de Rio Branco en ten noorden van de rivieren Rio Negro en Vaupés.